# 大三輪龍彦
大三輪 龍彦（おおみわ たつひこ、1942年5月13日 - 2006年6月27日）は、日本の考古学者。元鶴見大学教授。浄光明寺住職。専門は中世考古学。

## 人物
神奈川県鎌倉市出身。学習院大学大学院人文科学研究科博士課程史学専攻満了。大学卒業後3年間、鎌倉国宝館学芸員を務めた後、大学院に進む。その後、各地の発掘調査を手掛け、さらに鶴見大学講師、同助教授を経て、同教授になる。鎌倉の市街地の発掘調査に基づく、鎌倉時代の都市の研究を進める。また、鎌倉市歴史遺産検討委員会委員長として鎌倉の世界遺産登録に向け尽力していた。
死後、鎌倉考古学研究所に大三輪龍彦研究基金が設けられた。

## 著書
- 『鎌倉のやぐら もののふの浄土』かまくら春秋社 1977
- 『鎌倉の考古学』ニュー・サイエンス社 考古学ライブラリー 1985
- 『鎌倉の年中行事』松尾順造写真 保育社 カラーブックス 1993

### 共編著
- 『東神庭遺跡 第1-2次調査概要』関俊彦共編 東出版 1973-74
- 『「草燃える」の詩 永井路子「草燃える」の舞台を行く』永井路子共編 かまくら春秋社 1979
- 『中世鎌倉の発掘』編 有隣堂 1983
- 『よみがえる中世 3 武士の都鎌倉』石井進共編 平凡社 1989
- 『浄光明寺敷地絵図の研究』編 新人物往来社 2005
- 『義経とその時代』関幸彦,福田豊彦共編 山川出版社 2005
- 『下野山川長林寺乃研究』石井進監修 関幸彦共編 新人物往来社 2006